# Dusona rectator
Dusona rectator là một loài tò vò trong họ Ichneumonidae.